# 고마군 (사이타마현)

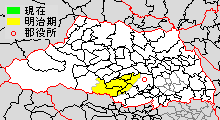
사이타마현 고마군의 범위

고마군(일본어: 高麗郡 고려군[*])은 사이타마현(무사시국)에 있던 군이다.

## 군역
현재의 행정 구역으로 대체로 아래 구역에 해당한다.
- 히다카시(전역)
- 쓰루가시마시(전역)
- 가와고에시(이루마강 서부)
- 사야마시(이루마강 서부)
- 이루마시(일부)
- 한노시(일부)

## 역사
716년, 7개국에 거주하고 있던 구 고구려로부터의 도래계 이민자 1,799명을 무사시국의 일부에 옮겨, 고마군을 설치했다.

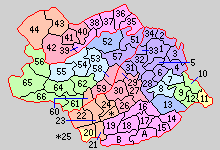
51.나구와시촌 52.쓰루가시마촌 53.다카하기촌 54.고마가와촌 55.고마촌 56.히가시아가노촌 57.가스미가세키촌 58.가시와바라촌 59.미즈토미촌 60.모토카지촌 61.가지촌 62.세이메이촌 63.한노정 64.하라이치바촌 65.미나미코마촌 1~44는 합병 전 이루마군 (보라:가와고에시 빨강:사야마시 귤색:이루마시 하늘색:히다카시 녹색:한노시 파랑:합병 없음)

- 1879년 군구정촌 편제법이 시행되면서 행정 구역 고마군(高麗郡)이 발족.
- 1889년 4월 1일 - 정촌제 시행으로, 아래의 정촌이 발족.(1정 14촌)
  - 나구와시촌(名細村): 현 가메고에시
  - 쓰루가시마촌(鶴ヶ島村): 현 쓰루가시마시
  - 다카하기촌(高萩村): 현 히다카시
  - 고마가와촌(高麗川村): 현 히다카시
  - 고마촌(高麗村); 현 히다카시
  - 히가시아가노촌(東吾野村): 현 한노시
  - 가스미가세키촌(霞ヶ関村): 현 가메고에시
  - 가시와바라촌(柏原村): 현 사야마시
  - 미즈토미촌(水富村): 현 사야마시
  - 모토카지촌(元加治村): 현 이루마시
  - 가지촌(加治村): 현 한노시
  - 세이메이촌(精明村): 현 한노시
  - 한노정(飯能町): 현 한노시
  - 하라이치바촌(原市場村): 현 한노시
  - 미나미코마촌(南高麗村): 현 한노시
- 1896년 4월 1일 - 이루마군·고마군 및 히키군의 일부 구역으로, 새로이 이루마군(入間郡)이 발족. 고마군 폐지.